# Malovše
Malovše so naselje v Občini Ajdovščina. Leta 2015 je imelo 128 prebivalcev.

## Prebivalstvo
Etnična sestava 1991:

Slovenci: 100 (100 %)